# Teroldego
Teroldego ist eine autochthone Rotweinsorte aus dem Norden Italiens.

## Verbreitung
Die Teroldego-Rebe stammt aus dem Trentino, wo sie hauptsächlich in der Rotaliana-Ebene (Campo Rotaliano) im Etschtal auf einer Höhe von ca. 220 m ü. dem Meer, wo der Noce in die Etsch fließt, auf fast 600 Hektar (Stand 1999) angebaut wird. Der Noce hat im Laufe der Zeit steiniges Geröll aus den Bergen in die Ebene transportiert. Dieser magere Kiesboden bietet zusammen mit dem Mikroklima günstige Wachstumsbedingungen. Die angrenzenden Felsen speichern tagsüber die Hitze und geben sie nachts ab.
Die Rebsorte wird seit dem 14. Jahrhundert in der Rotaliana-Ebene kultiviert und wurde urkundlich erstmals im Jahr 1383 erwähnt. Der Wein soll anlässlich des Konzils von Trient gereicht worden sein.
Weitere Bestände gibt es in Istrien, am Gardasee und in Kalifornien (→ Weinbau in Kalifornien) und Neuseeland.

## Merkmale
Die spätreifende Sorte ergibt fruchtige, dunkle Rotweine mit verhältnismäßig geringer Tanninausprägung, die anfällig für Reduktion sein können. Sie ist in geringem Maße gefährdet von den Rebkrankheiten Echter Mehltau, Falscher Mehltau der Weinrebe und Rohfäule. Ihre Weine finden Eingang in die Denominazione di origine controllata Weine des Teroldego Rotaliano und des Sorni.
Im Jahr 2004 bestätigte das „Istituto agrario di San Michele all'Adige“ heute Fondazione Edmund Mach in Conegliano eine enge genetische Verwandtschaft ersten Grades mit den Sorten Lagrein und Marzemino sowie über die Sorte Dureza eine Verbindung zur französischen Sorte Syrah.

## Name
Für den Namen gibt es folgende Deutungen:
- sie wurde nach dem Ortsteil Teroldeghe der Gemeinde Mezzolombardo benannt (die wahrscheinlichste Deutung),
- Teroldego wurde vom deutschen Namen Tiroler Gold abgeleitet.

## Synonyme
Die Rebsorte Teroldego ist auch unter den Namen Merlina, Merlina Valtelinese, Terodola, Teroldega, Teroldeghe, Teroldego Rotaliano, Teroldela, Teroldico, Teroldigo, Teroldigo Crni, Teroldila, Teroldola, Tiraldega, Tiraldola, Tirodola, Tiroldegho, Tiroldico und Tiroldigo bekannt.